# Переходник (трубы)
В сантехнике переходом называют деталь, предназначенную для соединения труб двух различных диаметров трубопровода. Переходы используют на промышленных предприятиях, связанных с добычей нефти и газа, на химзаводах. Стальные переходы подразделяются на концентрические и эксцентрические, соответственно для соединения двух труб по центральной оси симметрии трубопровода или по нижней образующей линии. Концентрические переходы изготавливаются методом штамповки или методом центробежного электрошлакового литья. Стальные и нержавеющие переходы применяются на предприятиях нефтяной, газовой и химической промышленности.
В зависимости от качественных характеристик рабочей среды, стальные переходы изготавливают из разных марок стали. Переход стальной для эксплуатации в мало- и среднеагрессивных средах (газ, нефть, нефтепродукты и т.д.) производится из марок углеродистой стали 10, 20, СтЗ. Переход стальной для трубопроводов с рабочей высокоагрессивной средой производится из легированной и высоколегированной стали марок 5ХМ, 15Х5М, 12Х18Н10Т. Повышенные требования к окислению агрессивных сред предполагают использование переходов нержавеющих. Переходы нержавеющие находят применение в пищевой, химической, энергетической и других сферах промышленности. Температурный диапазон эксплуатации переходов составляет от -70 до +450°С при давлении до 16 МПа.